# Tamás Varga (Wasserballspieler)
Tamás Varga (* 14. Juli 1975 in Szolnok) ist ein ungarischer Wasserballer. 
Der 2,01 m große Center-Verteidiger debütierte 1995 in der ungarischen Nationalmannschaft und wurde Vizeeuropameister. 2001 wurde er mit der ungarischen Mannschaft Dritter bei der Europameisterschaft. 2003 gewann er den Titel bei der Weltmeisterschaft und 2004 stand er in der Mannschaft des Olympiasiegers von Athen. In den Jahren danach gehörte Varga nicht mehr zum Kader, wurde aber für die Olympischen Spiele 2008 wieder nominiert. Die Ungarn gewannen das Finale gegen die Mannschaft aus den Vereinigten Staaten.
Tamás Varga begann seine Karriere beim Verein seiner Heimatstadt Szolnoki VSI und wechselte dann zu Vasas Budapest. Nach Spieljahren in Catania und Basel kehrte er zu Vasas zurück. Seit 2007 ist er für Szeged-Beton aktiv.